# Plamenac
Plamenac (ružičasti plamenac, lat. Phoenicopterus roseus) je najveća i najraširenija vrsta plamenaca. 

## Opis
Najveća je vrsta plamenaca, u prosjeku je 110-150 cm visok i 2-4 kg težak. Najveći muški flamingo bio je 187 cm visok i 4.5 kg težak. Raspon krila mu je oko 1.5 m. Mužjaci i ženke izgledaju podjednako, iako su mužjaci malo veći. Perje je uglavnom ružičastobijele boje, ali na krilima imaju neka pera crvene i crne boje. Kljun je ružičaste boje, ima crn i skučen vrh. Oči su blijedožute. Vrat je dugačak i jako savitljiv. Noge su potpuno ružičaste. Krila su mu uska. 

## Prehrana
Prehrana ružičastog plamenca se sastoji od kukaca, crva, vegetacije i algi. Pretežito se hrane tijekom dana. U potrazi za hranom glavu potpuno urone u vodu. Tako mogu izdržati 20 sekundi. Hranu nalaze filtrirajući vodu. Rijetko uzimaju hranu s površine vode, a ponekad plivaju u potrazi za hranom. Kljun je izvrsno prilagođen prehrani tako što je neobično savijen prema dolje. To omogućava lakše uzimanje hrane. Ružičastom plamencu je boja djelomično određena zbog beta karotena u prehrani.

## Razmnožavanje i životni ciklus
Ružičasti plamenci se smatraju jako društvenim pticama jer se gnijezde u kolonijama koje se sastoje od nekoliko stotina do nekoliko tisuća jedinki. Udvaranje ptica počinje krajem jeseni, a parovi za gniježdenje formiraju se u ljeto. Ove ptice se gnijezde na otočićima okruženim vodom, gdje se zaštićene od grabežljivaca. Gnijezda su brežuljkastog oblika, napravljena od blata i 10-20 cm visoka. U njima se nalazi jedno bijelo jaje. Dok je u jajetu, ptić često doziva svoje roditelje da ga nauče prepoznati. Jaje inkubiraju oba roditelja naizmjenično (svaki 1-4 dana) tijekom 28-30 dana. Ptić je ispočetka bijele boje, a noge i kljun su mu ružičasti. Nakon nekoliko dana dobiva sivu boju. Počinje lutati izvan gnijezda nakon tjedan dana. Opernati za 75-80 dana, ali tada mu perje nije ružičasto. Ružičasto postaje nakon 4 godine, kada ptić spolno sazrije. Roditelji mladunce hrane voljkinim "mlijekom". Kad prestanu hraniti mladunce, roditelji ih napuštaju, a oni se okupljaju u ogromne skupine (koje se nazivaju "škole") i dalje sami odrastaju dok ne mogu letjeti. Konačnu visinu ptica dosegne za oko dvije godine. Ove ptice obično dožive oko 20 godina u divljini.

## Rasprostranjenost
Rasprostranjen je u dijelovima Afrike, južne Azije (obalna područja Pakistana i Indije), južne Europe (Španjolska, Sardinija, Albanija, Grčka, Cipar, Portugal i regija Camargue u Franscuskoj) i Turske. Jedna ptica je viđena na Kokosovim otocima. Najveće stanište ružičastih plamenaca je indijska savezna država Gujarat.

## Prijetnje populaciji
Prijetnje su mu grabežljivci, gubitak i izmjena staništa, smetnje kolonijama tijekom razmnožavanja, spuštanje razine vode u jezerima... Populacija ružičastog plamenca sadrži oko 545-682 tisuće jedinki, a u zatočeništvu se nalazi 3.888 jedinki. Prirodni neprijatelji su afrički marabu, divlja svinja i lisice.

## Vanjske poveznice
|  | Zajednički poslužitelj ima stranicu o temi Phoenicopterus roseus    |
|  | Zajednički poslužitelj ima još gradiva o temi Phoenicopterus roseus |
|  | Wikivrste imaju podatke o taksonu Phoenicopterus roseus             |